# Landolfo V de Benevento
Landolfo V (? - setembro de 1033) foi um príncipe de Benevento desde Maio de 987, quando foi associado ao trono por primeira vez pelo seu pai Pandolfo II, até à sua morte. Foi príncipe principal desde a morte do seu pai em 1014. 
Em 999 Oto III visitou o Santuário de Monte Sant'Angelo em Monte Gargano. À sua volta por Benevento assinou um diploma em favor do mosteiro de Santa Sofia em 11 de Março. Santa Sofia era uma fundação familiar da família de Pandolfo e provavelmente funcionaria como uma espécie de mausoléu dinástico. Por razões desconhecidas, Oto e Pandolfo tiveram as suas diferenças no ano 1000, possivelmente sobre as relíquias de São Bartolomeu, santo patrão de Benevento. Oto construiu uma nova igreja na Ilha Tiberina — San Bartolomeo all'isola — havia pouco tempo. Segundo os Annales Beneventani, Otto rex cum magno exercitu obsedit Benevento: "O rei Oto com um grande exército cercou Benevento." Nada aconteceu, contudo, a certas relíquias (possivelmente a pele de Bertomeu).
Em 1003, uma rebelião liderada por Adelfero, conde de Avellino, depôs Pandolfo e seu filho em Benevento. Os príncipes não estiveram no exílio muito tempo. Em 1005 estavam outra vez no governo na sua capital. A revolta foi um mau sinal: o mal-estar civil medrava no principado. 
Associou o seu filho Pandolfo III ao governo de Benevento em 1012 aproximadamente. Dois anos depois, morreu o Pandolfo mais velho, deixando Landolfo como único príncipe com o seu filho. Imediatamente depois da sua morte, os cidadãos de Benevento fizeram uma revolta contra Landolfo e Pandolfo III. A rebelião, diferentemente da de Adelfero, não fez desalojar os príncipes do poder. Contudo, os cidadãos forçaram certas concessões de autoridade no seu favor e no da aristocracia da cidade. Os Annales dizem facta est communitas prima: "foi feita a primeira comuna." 
Landolfo viu-se forçado a se submeter ao Império Bizantino, cujo catepano italiano Boianes construiu a cidade fortificada de Triia (Foggia) perto. Em 1022, o Imperador Henrique II uniu o seu exército com outros dois às ordens de Popo de Aquileia e Pilgrim de Colónia em Benevento, que submeteram após rápido cerco. Daqui marcharam para Troia, mas não a tomaram. Depois da entrega ao Imperador do Ocidente, não se voltou a falar de Landolfo nas páginas da História até à sua morte. Sucedeu-lhe o seu filho Pandolfo. O seu outro filho, Daufero, ascendeu ao Papado como Papa Vítor III. 
Muito mais que durante o reinado do seu pai, o de Landolfo viu o declive do principado. Forçado a se submeter primeiro aos bizantinos e depois a Henrique II, Benevento não podia proclamar a sua independência mesmo de facto por muito tempo. Além disso, o longo período do seu reinado (47 anos) viu o princípio do ressurgir bizantino na Apúlia e a resposta longobarda. Benevento fixou o que pôde por estar no lado vencedor. Quando morreu, o outrora grande principado viu reduzido o seu território a pouco mais que a cidade e arredores imediatos. 